# Sara Gay Forden
Sara Gay Forden es una escritora alemana nacida en la ciudad de Fráncfort del Meno. La autora, en la mayoría de sus escritos, se basa en marcas y personajes del ámbito de la moda.

## Trayecto
Sara vivió en Milán, Italia, durante 22 años, informando sobre la explosión de marcas de moda como Armani, Prada y Versace en megamarcas globales. Es autora del best-seller La casa de Gucci: una historia sensacional de asesinato, locura, glamour y codicia, publicado por Harper Collins en 2000. El director ganador del Oscar, Ridley Scott, optó por el libro para basarse en la película House of Gucci.
Durante su estadía en Italia, Sara también escribió sobre otros temas comerciales de primera plana, incluida la oferta de Fiat para cambiar Chrysler y la vertiginosa implosión del gigante lácteo italiano Parmalat. Lanzó una revista femenina italiana titulada LUNA, escribió columnas semanales sobre el estado de la industria de artículos de lujo en el diario italiano Milano Finanza Fashion (MFF) y fue comentarista habitual en Class TV.

## Vida personal
Sara nació en Frankfurt, Alemania, y ha vivido en Argentina, Polonia y México, además de Italia. Tiene una maestría en Economía y Asuntos Internacionales de la Escuela Johns Hopkins de Estudios Internacionales Avanzados y una licenciatura en inglés de Mount Holyoke College.